# Сатибалди
Сатиба́лди (каз. Сатыбалды) — село у складі Казталовського району Західноказахстанської області Казахстану. Входить до складу Коктерецького сільського округу.
Населення — 237 осіб (2021; 332 у 2009, 334 у 1999, 309 у 1989).